# James Clifford Timlin
James Clifford Timlin (* 5. August 1927 in Scranton, Pennsylvania; † 9. April 2023 ebenda) war ein US-amerikanischer Geistlicher und römisch-katholischer Bischof von Scranton.

## Leben
Der Präsident des Päpstlichen Rates für die sozialen Kommunikationsmittel Martin John O’Connor spendete ihm am 16. Juli 1951 die Priesterweihe für das Bistum Scranton. 1966 wurde er Sekretär des Bischofs von Scranton sowie Vizekanzler der Diözese. Papst Paul VI. verlieh ihm am 23. April 1972 den Titel eines Päpstlichen Ehrenprälaten (Monsignore).
Paul VI. ernannte ihn am 26. Juli 1976 zum Titularbischof von Gunugus und zum Weihbischof in Scranton. Der Bischof von Scranton, Joseph Carroll McCormick, spendete ihm am 21. September desselben Jahres die Bischofsweihe; Mitkonsekratoren waren John Raphael Quinn, Erzbischof von Oklahoma City, und Stanley Joseph Ott, Weihbischof in New Orleans.
Am 24. April 1984 wurde er zum Diözesanbischof von Scranton ernannt.
1999 inkardinierte Timlin den von der Priesterbruderschaft St. Pius X. ausgeschlossenen Priester Carlos Urrutigoity, der 2002 wegen sexuellen Missbrauchs eines Jugendlichen angeklagt und 2005 suspendiert wurde; eine Entschädigungszahlung des Bistums von 450.000 US$ an das Opfer des Priesters bewahrte diesen vor einer strafrechtlichen Verurteilung.
Am 25. Juli 2003 nahm Papst Johannes Paul II. Timlins altersbedingtes Rücktrittsgesuch an.